# Sidhpur
Sidhpur ou Siddhpur (સિદ્ધપુર en Gujarati), de son ancien nom Sristhal, est une ville du nord du Gujarat, en Inde, qui aurait été autrefois sur la rive du fleuve Sarasvati. Aujourd'hui la rivière endoréique Sarasvati, reliquat supposé du fleuve, baigne toujours la ville.
Sidhpur a également été une ville où s'était concentrée une importante communauté de marchands chiites ismaéliens gujaratis, les Dawoodi Bohras. Ces derniers ont collectivement façonné l'aménagement de la ville entre les XIXe et XXe siècles, en y reproduisant leur cadre de vie traditionnel, qui sont les Bohrawads ou Vohrawads, quartiers communautaires, dans un style architectural éclectique à la croisée d'influences européennes (architectures néo-Renaissance, néo-baroque, victorienne, art déco...) et du modèle nord-indien du haveli,.